# Gainjeonmokdan
Le Gainjeonmokdan (가인전목단/佳人剪牧丹, gainjeonmokdan) est une danse traditionnelle coréenne. Un cortège composé de deux groupes de danseuses munies de pivoine et vêtues de hanbok colorés, précède un vase de pivoine et se déplace dans les rues.